# Waterloo (ville, New York)
Pour les articles homonymes, voir Waterloo (homonymie).
Ne doit pas être confondu avec le village de Waterloo.
Waterloo est une ville du comté de Seneca, dans l'État de New York, aux États-Unis,. En 2010, elle comptait une population de 7 642 habitants.

## Démographie
Lors du recensement de 2010, la ville comptait une population de 7 642 habitants, tandis qu'en 2016, elle est estimée à 7 473 habitants.